# Molibdênio
O molibdênio (português brasileiro) ou molibdénio (português europeu) é um elemento químico de símbolo Mo e número atômico 42. O nome é derivado do neolatim Molybdaenum, do grego antigo Μόλυβδος molybdos que significa chumbo, uma vez que seus minérios eram confundidos com os de chumbo. Minerais de molibdênio são conhecidos ao longo da história, mas o elemento só foi descoberto (no sentido de diferenciação como uma nova entidade a partir dos sais minerais de outros metais) em 1778 por Carl Wilhelm Scheele. O metal foi isolado pela primeira vez em 1781 por Peter Jacob Hjelm.
O molibdênio não é encontrado naturalmente como um metal livre na Terra, mas em vários estados de oxidação em minerais. O elemento livre, que é um metal de cor prateada, tem o sexto maior ponto de fusão de todos os elementos conhecidos. Forma prontamente ligas estáveis e duras com o carbono, e por esta razão a maior parte da produção mundial do elemento (aproximadamente 80%) é na fabricação do aço, incluindo ligas resistentes e superligas.
A maioria dos compostos tem baixa solubilidade em água, porém o íon molibdato 
MoO2−
4 e é formado quando minerais contendo molibdênio entram em contato com o oxigênio e água. Industrialmente, compostos químicos de molibdênio (aproximadamente 14% da produção mundial), são usados em aplicações em alta temperatura e pressão, como pigmentos e catalisadores.
Enzimas contendo molibdênio são de longe a forma mais comum de catálise utilizada por algumas bactérias para quebrar a ligação química do nitrogênio molecular atmosférico, permitindo a fixação do nitrogênio. Pelo menos 50 enzimas com molibdênio são conhecidas em bactérias e animais, embora apenas algumas bactérias e cianobactérias estejam envolvidas na fixação do nitrogênio. Estas nitrogenases contém molibdênio em uma forma diferente de outras enzimas, as quais contém molibdênio completamente oxidado incorporado em um cofator de molibdênio. Devido as diversas funções que várias enzimas com cofator de molibdênio, o elemento é requerido na dieta diária para todos os organismos eucariotas superiores, todavia não é requerido por todas as bactérias.

## Características

### Propriedades físicas
O molibdênio é um metal de transição de coloração branco prateado e com uma dureza de 5,5 na escala de Mohs; além disso, tem um ponto de fusão de 2163ºC, o sexto maior entre os elementos naturais. Tem um dos menores coeficientes de expansão térmica entre os metais utilizados comercialmente, e sua resistência à tração em fios aumenta três vezes, de aproximadamente 10 para 30 GPa, quando o diâmetro é reduzido para ~50–100 nm para 10 nm.

### Compostos e química
| Oxidação Estado | Example        |
| --------------- | -------------- |
| −2              | Na2[Mo2(CO)10] |
| 0               | Mo(CO)6        |
| +1              | Na[C6H6Mo]     |
| +2              | MoCl2          |
| +3              | Na3[Mo(CN)]6   |
| +4              | MoS2           |
| +5              | MoCl5          |
| +6              | MoF6           |

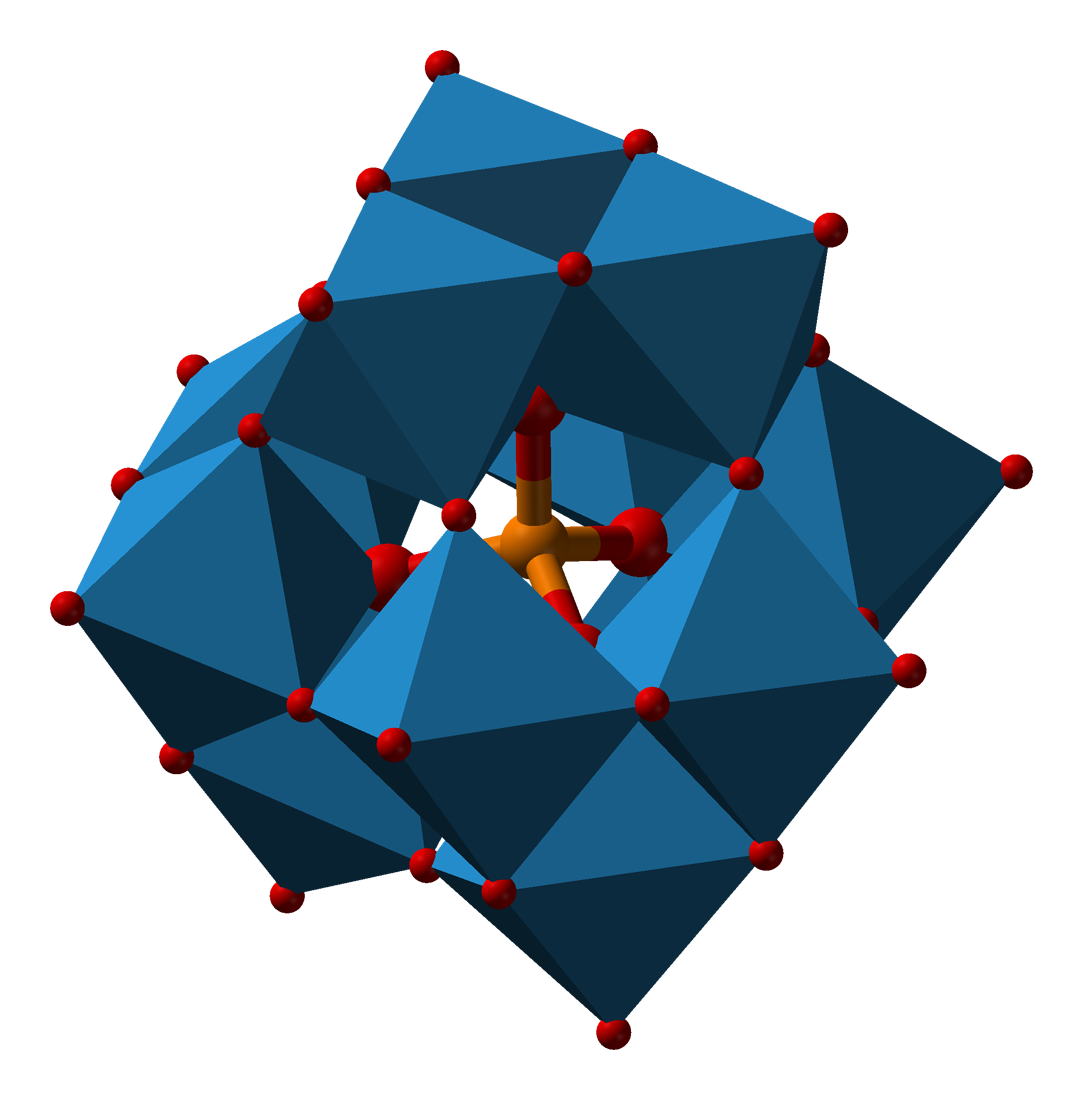
Estrutura de Keggin do ânion fosfomolibdato (P[Mo_{12}O_{40}]^{3−}), um exemplo de polioxometalato

O molibdênio é um metal de transição com uma eletronegatividade de 2,16 na escala de Pauling e tem uma massa atômica padrão de 95,95 g/mol. Não reage de modo visível com o oxigênio ou água a temperatura ambiente, e grande parte da oxidação ocorre em temperaturas superiores a 600 °C, resultando no trióxido de molibdênio:
2 Mo + 3
O2 → 2 
MoO3
O trióxido é volátil e sublima em altas temperaturas. Isto previne a formação de uma camada protetora de óxido, que poderia impedir a oxidação do metal. O molibdênio possui vários estados de oxidação, sendo o mais estável o +5 e +6 (em negrito na tabela). A química e os compostos demonstram mais similaridade com o tungstênio do que com o cromo. Um exemplo é a instabilidade dos compostos de molibdênio (III) e tungstênio (III) comparados a estabilidade dos compostos de cromo (III). O maior estado de oxidação é comum no óxido de molibdênio (VI), ao passo que o composto sulfurado normal é o dissulfeto de molibdênio MoS2.
O óxido de molibdênio (VI) é solúvel em bases fortes alcalinas aquosas, formando molibdatos (MoO42−), que são oxidantes mais fracos que os cromatos mas demonstram uma tendência similar a formar oxiânions complexos pela condensação em valores de pH baixos, tais como [Mo7O24]6− and [Mo8O26]4−. Polimolibdatos podem incorporar outros íons em suas estruturas, formando polioxometalatos. O heteropolimolibdato que contém fósforo, P[Mo12O40]3− é utilizado na espectroscopia do ultravioleta visível para a detecção do fósforo. A faixa ampla de estados de oxidação do molibdênio é evidente na variedade de cloretos que forma:
- Cloreto de Molibdênio (II) MoCl2 (amarelo)
- Cloreto de Molibdênio (III) MoCl3 (vermelho escuro)
- Tetracloreto de Molibdênio MoCl4 (preto)
- Cloreto de Molibdênio (V) MoCl5 (verde escuro)
- Cloreto de Molibdênio (VI) MoCl6 (marrom)

A estrutura do MoCl2 é composta de aglomerados de Mo6Cl84+ com quatro íons cloreto para compensar a carga.
Assim como o cromo e outros metais de transição, o molibdênio pode formar ligações quádruplas, tais como no Mo2(CH3COO)4. Este composto pode ser transformado no Mo2Cl84−, que também tem uma ligação quádrupla.
O estado de oxidação 0 é possível com o monóxido de carbono como ligante, tal como no molibdênio hexacarbonil, Mo(CO)6.

## História

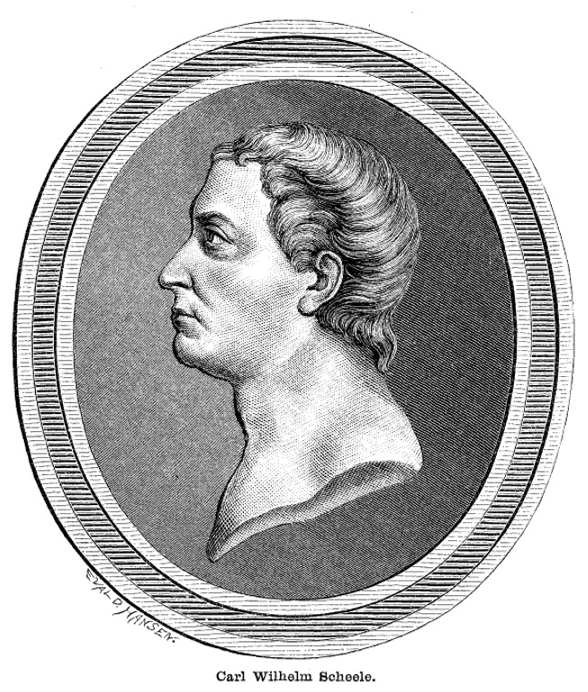
Carl Wilhelm Scheele enunciou que a molibdenita continha um novo elemento químico.

A Molibdenita - o principal minério do qual o molibdênio é extraído - era antigamente conhecida como Molibdena, que era confundida às vezes utilizada como grafite. A Molibdenita pode ser utilizada para escurecer a superfície ou como um sólido lubrificante, assim como o grafite. Mesmo quando a Molibdenita era distinguível do grafite, era ainda confundida com o minério de chumbo galena; o nome do elemento veio do grego antigo Μόλυβδος molybdos, que significa chumbo. Tem sido proposto que a palavra grega em si é uma palavra emprestada das línguas da região da Anatólia, atual Turquia.
Apesar de uma liga de aço com molibdênio em uma espada japonesa do século XIV ter sido relatada, a técnica não foi amplamente empregada e posteriormente foi perdida. Em 1754 no Ocidente, Bengt Andersson Qvist examinou a Molibdenita e constatou que ela não continha chumbo, e portanto não era o mesmo que a galena.
Em 1778 o químico sueco Carl Wilhelm Scheele enunciou firmemente que a molibdenita não era de fato nem galena ou grafite. Ao invéis disso, Scheele foi adiante e corretamente propôs que a Molibdenita era um minério de um novo elemento distinto, nomeado molybdenum para o mineral que o contém, e a partir do qual poderia ser isolado. Peter Jacob Hjelm isolou com sucesso o elemento a partir de uma redução com carbono e óleo de linhaça em 1781.
Por aproximadamente um século após seu isolamento, o molibdênio não teve uso industrial em função de sua escassez relativa, dificuldade de extração do metal puro e a falta de maturidade das técnicas metalúrgicas apropriadas. As primeiras ligas de aço com molibdênio demonstraram ser promissoras pelo aumento da dureza, mas esforços para manufaturá-las em larga escala foram travadas pelos resultados inconsistentes e a tendência de fragilidade e recristalização. Em 1906, William D. Coolidge solicitou uma patente para uma forma de molibdênio dúctil, para o seus uso em fornos de alta temperatura e como um suporte para o filamento de tungstênio em lâmpadas de bulbo; a oxidação e degradação requeriu que o molibdênio fosse fisicamente selado ou contido em um gás inerte. Em 1913, Frank E. Elmore desenvolveu um processo de flotação para recuperar a molibdenita de minérios, método que permanece como o processo principal de isolamento do mineral.
Durante a primeira Guerra Mundial, a demanda pelo elemento aumentou severamente; era usado tanto na blindagem de veículos quanto como um substituto para o tungstênio no aço rápido. Alguns tanques britânicos eram protegidos por 75 mm de blindagem de aço Hadfield porém isto se mostrou ineficiente. As blindagens foram substituídas com ligas de aço com molibdênio com 25 mm de espessura para aumento de velocidade dos veículos, maior facilidade de manobra e melhor proteção. Os alemães também utilizaram molibdênio em ligas para a artilharia pesada. Isto foi porque o aço tradicional se fundia com o calor produzido para o lançamento de um projétil de uma tonelada. Após a guerra, a demanda diminuiu até que avanços na metalurgia permitissem o desenvolvimento de aplicações de tempos de paz. Na Segunda Guerra, o molibdênio ganhou novamente importância estratégica como um substituto para o Tungstênio em ligas metálicas.

## Ocorrência e produção

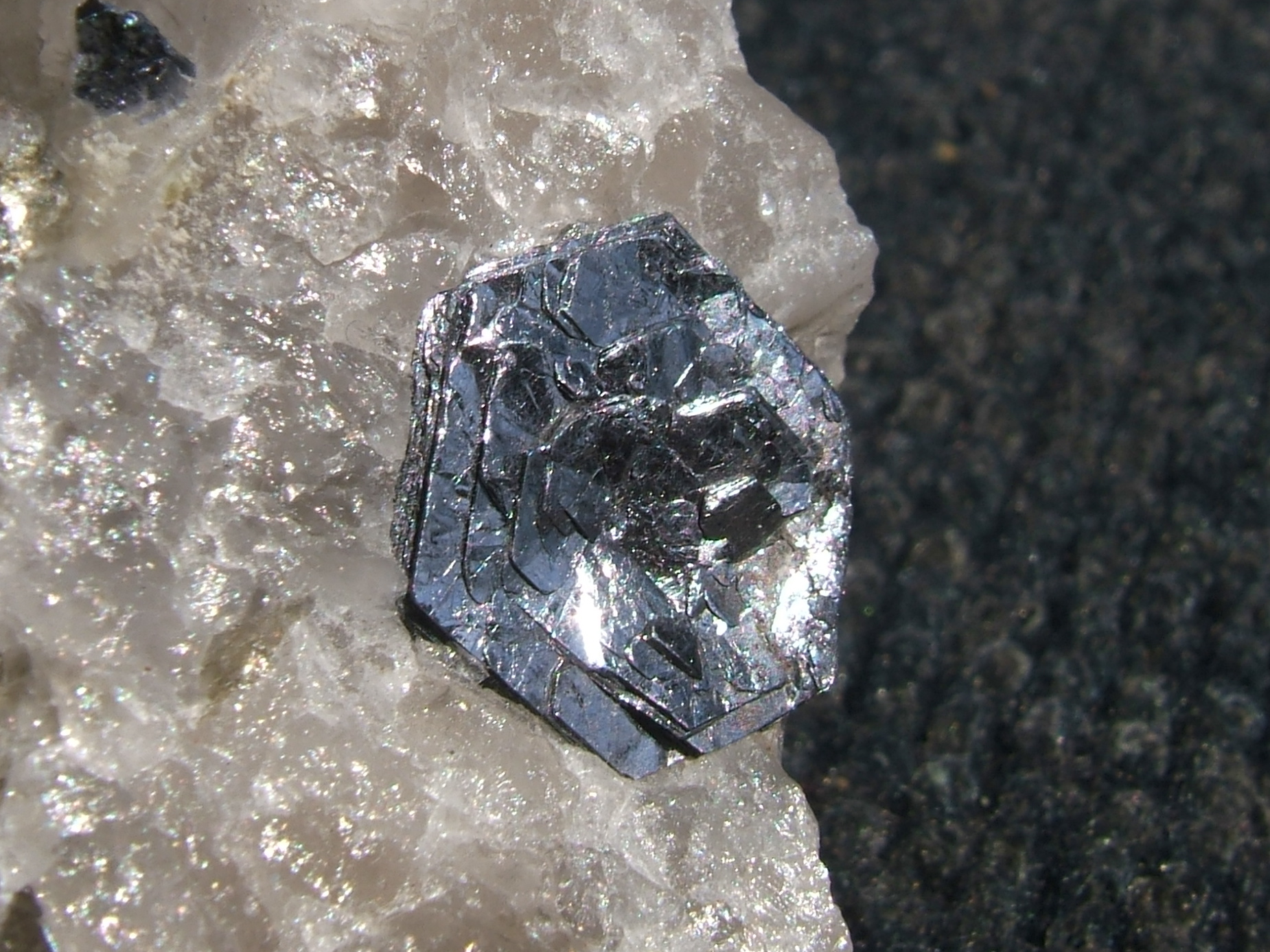
Molibdenita no quartzo

O molibdênio é o 54º elemento mais abundante na crosta terrestre, e o 25º mais abundante nos oceanos, com uma concentração média de 10 partes por bilhão; e é o 42º elemento mais abundante no Universo. Parte do molibdênio da Terra se originou no sistema solar externo.  A missão russa Luna 24 descobrindo um grão de molibdênio (1 × 0.6 µm) em um fragmento de piroxeno retirado da Mare Crisum na Lua. A raridade relativa do molibdênio na crosta terrestre é compensada pela sua concentração em uma variedade de minérios insolúveis em água, Às vezes combinado com o enxofre, do mesmo modo que o cobre, que também é encontrado. Ainda que o elemento seja encontrado em minerais como a wulfenita (PbMoO4) e a Powellita (CaMoO4), a principal fonte comercial é a molibdenita (MoS2). O molibdênio é extraído com minério principal, e também é recuperado como um subproduto durante a extração do cobre e tungstênio.
Historicamente a mina de Knaben, aberta em 1885 no sul da Noruega, foi a primeira dedicada a extração do molibdênio. Ficou fechada de 1973 a 2007, mas foi reaberta. A produção mundial de molibdênio foi de 250 mil toneladas em 2011, sendo os maiores produtores a China (94.000 t), Estados Unidos (64.000 t), Chile (38.000 t), Peru (18.000 t) e México (12.000 t). As reservas mundiais estão estimadas em 10 milhões de toneladas, e em maior parte estão na China (4.3 Mt), Estados Unidos (2.7 Mt) e Chile (1.2 Mt). Por continente, 93% da produção é dividia em partes quase equivalentes entre América do Norte, América do Sul e China. A Europa e o resto da Ásia (principalmente Armênia, Rússia, Irã e Mongólia) produzem o remanescente.

Tendência de produção mundial

No processamento da molibdenita, ela primeiramente é aquecida até 700°C e o sulfeto é oxidado para o óxido de molibdênio (IV) pelo ar:
2 MoS2 + 7 O2 → 2 MoO3 + 4 SO2
O minério oxidado é ou aquecido para 1100°C para sublimação, ou lixiviado com Amônia, que reage com o óxido para formar molibdatos solúveis em água:
MoO3 + 2 NH4OH → (NH4)2(MoO4) + H2O
O cobre, uma impureza da molibdenita, é menos solúvel em amônia. Para a remoção completa da solução, é precipitado com sulfeto de hidrogênio.
O molibdênio puro é produzido pela redução do óxido com hidrogênio, enquanto o molibdênio para a produção do aço é reduzido pela reação aluminotérmica com adição do ferro para produzir o ferromolibdênio, que comumente tem 60% de molibdênio.
O molibdênio tem um valor aproximado de $30 mil por tonelada (preço de Agosto de 2009). Manteve um valor próximo de $10 mil por tonelada de 1977 até 2003, e alcançou, devido a um pico de demanda, um preço de $103 mil por tonelada em junho de 2005. Em 2008, a London Metal Exchange anunciou que o elemento seria tratado como um commodity no câmbio.
| 1.  | China          | 130.000 |
| 2.  | Chile          | 56.000  |
| 3.  | Estados Unidos | 43.600  |
| 4.  | Peru           | 30.400  |
| 5.  | México         | 16.600  |
| 6.  | Armênia        | 5.000   |
| 7.  | Canadá         | 3.900   |
| 8.  | Irão           | 3.500   |
| 9.  | Rússia         | 2.800   |
| 10. | Mongólia       | 1.800   |

Fonte: USGS.

## Aplicações

### Ligas
Aproximadamente 86% da produção de molibdênio é utilizada em aplicações metalúrgicas tais como ligas, com o resto sendo usado como compostos em aplicações químicas, com 35% destinado a indústria de aços estruturais, 25% de aço inoxidável, 9% em aços rápidos e ferramentas, 6% em ferro fundido, 6% na forma do metal e 5% em superligas.
A capacidade do molibdênio de resistir a temperaturas extremas sem expandir significativamente ou amolecer o torna útil em aplicações que envolvem calor intenso, incluindo fabricação de blindagens, partes de aeronaves, contatos elétricos, motores industriais e filamentos.
A maioria das ligas de aço de alta resistência (por exemplo aços 41xx) contém de 0,25% a 8% de molibdênio. Apesar das pequenas proporções, mais de 43 mil toneladas são usadas como um agente ligante a cada ano em aços inoxidáveis, ferramentas em aço, ferro fundido e superligas para alta temperatura.
O molibdênio também é usado em ligas de aço devido a sua alta resistência à corrosão e soldabilidade.
Por causa de sua baixa densidade e preço mais estável, o molibdênio é algumas vezes utilizado no lugar do tungstênio. Um exemplo é a série M de aços rápidos tais como M2, M4 e M42 em substituição a série T de aços rápidos, que contém tungstênio. O molibdênio pode ser implementando como um agente ligante e como uma cobertura de resistência a chama para outros metais. Embora o ponto de fusão seja 2623 ºC, o elemento rapidamente se oxida a temperatura superiores a 760 ºC tornando mais adequado para uso em ambiente com vácuo.
TZM (Mo (~99%), Ti (~0.5%), Zr (~0.08%) e algum C) é uma superliga resistente a corrosão que resiste a sais de fluoretos fundidos a temperaturas superiores a 1300 ºC. Tem aproximadamente duas vezes a resistência do molibdênio puro, e é mais dútil e soldável, ademais em testes resistiu a corrosão de um sal eutético padrão e vapores de sais usados em reatores de sais fundidos por 1100 horas com pouca corrosão de difícil medição.
Outras ligas baseadas em molibdênio e que não contém ferro têm aplicações limitadas. Por exemplo, por causa da resistência a corrosão contra o zinco fundido, ambos molibdênio puro e liga molibdênio/tungstênio (70%/30%) são usadas em tubulações, agitadores e bombas que estão em contato com o zinco fundido.

### Outras aplicações com o elemento puro
O pó do molibdênio é utilizado como um fertilizante para algumas plantas, tais como a couve-flor. Na forma elemental também é utilizado em analisadores de NO, NO2, NOx para controle da poluição em plantas elétricas. A 350 ºC o elemento age como um catalisador para NO2/NOx para formar somente moléculas NO para leituras no infravermelho. Anodos de molibdênio substituem o tungstênio em certas fontes de raio-X em baixa voltagem, para usos especializados como em mamografias. O isótopo radioativo Molibdênio-99 é utilizado para gerar o Tecnécio-99m, que é utilizado para a imagiografia médica. O isótopo é armazenado e manuseado na forma de molibdatos.

### Compostos
O dissulfeto de molibdênio (MoS2) é usado como um lubrificante sólido e agente anti-desgastante em altas pressões e temperaturas. Ele forma um filme resistente na superfície metálica e é um aditivo comum para graxas (em alta temperatura e pressão) - no caso de uma falha catastrófica da graxa, uma camada fina de molibdênio previne o contato das partes lubrificadas. Também possui propriedades semicondutoras como vantagens distintas sobre o tradicional silicone ou aplicações eletrônicas com o grafeno. MoS2 também é usado como um cataliSador no hidrocraqueamento de frações do petróleo que contém nitrogênio, enxofre e oxigênio.
Outros compostos, incluem:
- Dissiliceto de molibdênio (MoSi2): cerâmica condutora elétrica com uso principal em elementos aquecedores operando em temperaturas superiores a 1500 °C em ar.[48]

- Trióxido de molibdênio (MoO3): usado como um adesivo entre metais e esmaltes. O Molibdato de Chumbo co-precipitado com cromato de chumbo e sulfato de chumbo é um pigmento laranja brilhante usado em cerâmicas e plásticos.[49] Os catalisadores de óxidos mistos à base de molibdénio são utilizados para reacções de oxidação selectivas. As aplicações típicas são a oxidação de propano, propileno ou acroleína em ácido acrílico.[50][51][52][53]

## Papel biológico

### Bioquímica

#### Nitrogenases
O papel mais importante do Molibdênio em seres vivos é como um heteroátomo em sítios atívos de certas enzimas. Na fixação do nitrogênio em certas bactérias, a enzima nitrogenase, que é envolvida na etapa final da redução do nitrogênio molecular, normalmente contém o molibdênio no sítio ativo (cofator FeMoco), embora a substituição deste por ferro e vanádio também seja conhecida.
A reação que a enzima nitrogenase realiza é:
{\displaystyle \mathrm {N_{2}+8\ H^{+}+8\ e^{-}+16\ ATP+16\ H_{2}O\longrightarrow 2\ NH_{3}+H_{2}+16\ ADP+16\ P_{i}} }
Com prótons e elétrons da cadeia de transporte de eléltros, o nitrogênio é reduzido a amônia e gás hidrogênio livre. Este é um processo que requer energia, exigindo a hidrólise do ATP no ADP mais um fosfato livre (Pi).
Em 2008, foi evidenciado que a escassez de molibdênio nos oceanos primitivos foi um fator limitante por aproximadamente dois bilhões de anos até a posterior evolução da vida eucariota (que incluem todas as plantas e animais) pois estas não conseguem fixar o nitrogênio, e portanto devem adquirir a maior parte do nitrogênio oxidado adequado para a criação de compostos orgânicos nitrogenados, ou os próprios organismos (como proteínas) a partir de bactérias procariotas. A escassez de molibdênio resultou em uma falta relativa de oxigênio nos oceanos primitivos. A maior parte dos compostos de molibdênio tem baixa solubilidade em água, mais o íon molibdato MoO42− é solúvel e é formado quando minerais contendo molibdênio entram em contato com o oxigênio e água. Uma vez que o oxigênio feito pela vida primitiva foi produzido na água do mar, ajudou a dissolver o molibdênio em molibdatos solúveis a partir dos minerais no fundo do oceano, tornando possível pela primeira vez a fixação do nitrogênio por bactérias, e permitindo a elas prover mais compostos de nitrogênio fixado utilizáveis por formas superiores de vida. Em 2013, foi sugerida a possibilidade que o boro e o molibdênio catalisaram a produção do RNA em Marte com a vida sendo transferida para a terra por um meteorito por volta de três bilhões de anos atrás.
Apesar do oxigênio tivesse promovido a fixação do nitrogênio ao tornar o molibdênio solúvel em água, também envenena diretamente as enzimas de nitrogenase. Assim na história antiga da Terra, após o oxigênio ter alcançado largas quantidades na água e no ar, organismos que continuaram a fixar o nitrogênio em condições aeróbicas precisaram isolar e proteger suas enzimas fixadoras de nitrogênio em heterocistos, ou estruturas protetoras similares do oxigênio disponível. Esta isolação estrutural nas reações de fixação do nitrogênio em organismos aeróbicos continua até a atualidade.

O cofator de molibdênio (imagem) é composto de uma molécula orgânica complexa chamada molibdopterina, que se liga a um átomo de molibdênio (VI) oxidado através do átomo de enxofre adjacente (ou ocasionalmente o selênio). Exceto pelas nitrogenases primitivas, todas as enzimas de molibdênio conhecidas usam este cofator.

#### Enzimas com cofator de molibdênio
Embora o molibdênio forme compostos com várias moléculas orgânicas, incluindo carboidratos e aminoácidos, ele é transportado através do corpo humano como um molibdato MoO42−. Até 2002, pelo menos 50 enzimas contendo molibdênio eram conhecidas, a maior parte em bactérias, e seu número aumenta a cada ano; tais enzimas incluem a aldeído oxidase, sulfito oxidase e a xantina oxidase. Em alguns animais, e em humanos, a oxidação da xantina em ácido úrico, um processo do catabolismo da purina, é catalisada pela xantina oxidase. A atividade da xantina oxidase é diretamente proporcional a quantidade de molibdênio no organismo. Entretanto, uma concentração muito alta do elemento pode reverter a tendência e agir como um inibidor tanto no catabolismo da purina quanto em outros processos. A concentração de molibdênio também afeta síntese proteica, o metabolismo e o crescimento.
Em animais e plantas um composto tricíclico chamado molibdopterina (que, apesar do nome, não contém o molibdênio) reage com o molibdato para formar um cofator contendo molibdênio denominado cofator de molibdênio. Protegidas da nitrogenases da filogenética primitiva, que incluem a fixação do nitrogênio em algumas bactérias e cianobactérias, todas as enzimas contendo molibdênio identificadas até a atualidade na natureza utilizam o cofator de molibdênio, no qual o elemento está no estado oxidativo VI, o mesmo que o do molibdato. Enzimas de molibdênio em plantas e animais podem catalisar a oxidação e algumas vezes a redução de certas moléculas pequenas, como parte da regulação do ciclo do nitrogênio, ciclo do enxofre e ciclo do carbono.

### Ingestão diária e deficiência
O molibdênio é um elemento químico essencial para a vida dos animais. Quatro enzimas com dependência de molibdênio em mamíferos são conhecidas, todas baseadas na pterina no cofator de molibdênio do sítio ativo: sulfito oxidase, xantina oxidase e aldeído oxidase. Pessoas com deficiência de molibdênio tem um funcionamento deficiente da sulfito oxidase e são propensas a reações tóxicas de sulfitos nos alimentos.
O corpo humano contém aproximadamente 0,07 mg de molibdênio por quilograma do peso corporal. Ocorrem em concentrações superiores no fígado e rins, e em concentrações menores nas vértebras. O elemento também está presente dentro do esmalte dentário e pode ajudar a prever sua queda.
A ingestão diária de molibdênio varia de 0,12 a 0,24 mg, dependendo do teor de molibdênio no alimento. Carnes de suínos, ovinos e bifes de fígado tem aproximadamente 1,5 partes por milhão de molibdênio. Outras fontes relevantes incluem feijões verdes, ovos, sementes de girassol, farinha de trigo, lentilhas, pepinos e cereais em grãos. A toxicidade aguda não foi observada em humanos e depende fortemente do estado químico do elemento. Estudos com ratos demonstram uma dose letal mediana (LD50) menor que 180 mg/kg para alguns compostos. Embora dados sobre a toxicidade em humanos não estejam disponíveis, estudos com animais têm demonstrado que a ingestão crônica de mais de 10 mg/dia pode causar diarreia, retardo no crescimento, infertilidade, baixo peso de recém-nascidos e gota; também pode afetar os pulmões, rins e o fígado. O tungstato de sódio é um inibidor competitivo do molibdênio e dietas com tungstênio reduzem a concentração do molibdênio em tecidos.
A deficiência de molibdênio na dieta a partir baixa concentração no solo tem sido associada com um aumento da taxa de câncer de esôfago em parte do norte da china até o Irão. Comparados com os Estados Unidos, onde existe um grande suprimento do elemento no solo, pessoas nestas áreas deficientes têm um risco 16 vezes maior de desenvolver câncer esofágico e carcinoma de células escamosas.
A deficiência no elemento também tem sido relatada como uma consequência da nutrição parenteral total (alimentação intravenosa completa) por longos períodos de tempo. Resulta em altos níveis sanguíneos de sulfitos e ácido úrico, quase do mesmo modo que a deficiência no cofator de molibdênio. Todavia, uma vez que presumivelmente a deficiência em molibdênio a partir deste mecanismo é observada primariamente em adultos, as consequências neurológicas não têm sido sinalizadas como para a deficiência de um fator congênito.

### Doenças relacionadas
Uma doença congênita da deficiência do cofator de molibdênio, observada em crianças, resulta na interferência da capacidade do organismo de usar o molibdênio em enzimas. Causa altos níveis de sulfitos e ácido úrico, e danos neurológicos.

### Antagonismo cobre-molibdênio
Altos níveis de molibdênio podem interferir na captação do cobre, provocando a deficiência de cobre. O molibdênio previne proteínas de se ligar ao cobre, e também aumentam a quantidade de cobre que é excretado na urina. Ruminantes que consumem grandes quantidades de molibdênio desenvolvem sintomas que incluem diarreia, crescimento atrofiado, anemia e perda do pigmento do cabelo. Estes sintomas podem ser aliviados pela administração de mais cobre no organismo, tanto na forma de injeção quanto por uma dieta regulada. A condição, como uma efetiva deficiência de cobre, pode ser agravada por excesso de enxofre.
A redução ou deficiência de cobre também pode ser deliberadamente reduzida para propósitos terapêuticos pelo composto tetratiomolibdato de amónio, no qual o ânion vermelho brilhante de tetratiomolibdato é um agente quelante do cobre. O composto foi usado pela primeira vez com este propósito para no tratamento da toxicose de cobre em animais. Foi então introduzido como forma de tratamento para doença de Wilson, uma desordem metabólica do cobre que é hereditária em humanos; o composto age tanto pela competição na absorção do cobre no intestino e no aumento da excreção do elemento. Também foi descoberto que tem efeito inibidor na angiogênese, potencialmente pela inibição do íon cobre do processo de translocação da membrana envolvendo um caminho de secreção não clássico. Isto é um tratamento investigatório interessante para o câncer, degeneração macular relacionada a idade e outras doenças com característica deposição no sangue.

## Isótopos
O molibdênio tem 6 isótopos estáveis e cerca de duas dezenas de radioisótopos, a maior parte com tempos de vida média da ordem de segundos. O 99Mo se usa em geradores de 99Mo / 99mTc para a indústria de isótopos nucleares. Estima-se que este mercado de produtos de 99Tc mova aproximadamente 100 milhões de euros ao ano.